# Brokkat jezik
Brokkat jezik (ISO 639-3: bro; brokskad, jokay), sinotibetski jezik iz butanskog distrikta Bumthang, kojim govori oko 300 ljudi (Van Driem 1993), pripadnika etničke grupe Brokpa ili Brokkat Brogpa, danas uglavnom u selu Dur, u središnjem Butanu.
Uz još 11 jezik pripada južnotibetanskoj podskupini. Nije isto što i brokpake [sgt]

## Vanjske poveznice
- Ethnologue (14th)
- Ethnologue (15th)